# Christian Vargas
Christian Israel Vargas Claros (ur. 8 września 1983 w Cochabambie) – boliwijski piłkarz występujący najczęściej na pozycji prawego obrońcy, obecnie zawodnik CD San José.

## Kariera klubowa
Vargas pochodzi z miasta Cochabamba i jest wychowankiem tamtejszego zespołu Club Jorge Wilstermann, w którego barwach zadebiutował w Liga de Fútbol Profesional Boliviano w sezonie 2004. W tym samym roku wziął udział w pierwszym międzynarodowym turnieju w karierze – Copa Libertadores – gdzie jednak odpadł z Wilstermann już w fazie grupowej. Wiosną 2005 odszedł do CD San José, w którym spędził dwa lata. W 2007 roku powrócił do Jorge Wilstermann, natomiast sezon 2008 rozegrał w ekipie The Strongest. We wszystkich tych drużynach pełnił na ogół rolę podstawowego gracza, jednak nie odnosił większych sukcesów zarówno na arenie krajowej, jak i międzynarodowej.
Podczas rozgrywek 2009 Vargas był zawodnikiem zespołu Club Blooming, z którym w jesiennej fazie Clausura wywalczył pierwsze w karierze mistrzostwo Boliwii. Osiągnięcie to powtórzył w sezonie Apertura 2010, reprezentując już po raz trzeci barwy Jorge Wilstermann. Mimo to już na koniec rozgrywek 2010 spadł z Wilstermann do drugiej ligi boliwijskiej. Nie pozostał jednak w klubie, po raz drugi w karierze podpisując umowę z CD San José.
| Sezon     | Klub                   | Kraj    | Rozgrywki | Mecze | Bramki |
| --------- | ---------------------- | ------- | --------- | ----- | ------ |
| 2004      | Club Jorge Wilstermann | Boliwia | LFPB      | 13    | 0      |
| 2005      | CD San José            | Boliwia | LFPB      | 34    | 1      |
| 2006      | CD San José            | Boliwia | LFPB      | 22    | 0      |
| 2007      | Club Jorge Wilstermann | Boliwia | LFPB      | 31    | 0      |
| 2008      | The Strongest          | Boliwia | LFPB      | 24    | 2      |
| 2009      | Club Blooming          | Boliwia | LFPB      | 29    | 0      |
| 2010      | Club Jorge Wilstermann | Boliwia | LFPB      | 33    | 2      |
| 2011/2012 | CD San José            | Boliwia | LFPB      |       |        |

## Kariera reprezentacyjna
W seniorskiej reprezentacji Boliwii Vargas zadebiutował jeszcze jako zawodnik The Strongest, w 2008 roku za kadencji selekcjonera Erwina Sáncheza. Rozegrał trzy spotkania wchodzące w skład eliminacji do Mistrzostw Świata 2010, na które ostatecznie Boliwijczycy się nie zakwalifikowali. W 2011 roku został powołany przez szkoleniowca Gustavo Quinterosa na rozgrywany w Argentynie turniej Copa América, gdzie wystąpił w jednym meczu, natomiast jego kadra nie zdołała wyjść z grupy.